# Widmung (Straßen- und Wegerecht)
Eine Widmung im straßen- und wegerechtlichen Sinne ist ein förmlicher Akt, der eine Straßenverkehrsfläche zu einer öffentlichen Sache erklärt und damit der Allgemeinheit zur Verfügung stellt. Erst durch die Widmung wird aus einer Privatstraße eine öffentliche Straße und damit Gegenstand des jeweils gültigen Straßen- und Wegegesetzes. Wenn ausreichende Gründe bestehen, kann die Widmung einer Straßenverkehrsfläche auch wieder entzogen werden.
Mit der Widmung sind wichtige rechtliche Wirkungen verbunden. Dazu gehören im Regelfall die Eröffnung des Gemeingebrauchs, die Einstufung der Straße zu einer Straßenklasse, die Bestimmung des Straßenbaulastträgers und Festlegung einer Zweckbestimmung. Darüber hinaus kann eine Widmungsbeschränkung ausgesprochen werden.
Näheres zur Widmung ist in den jeweils gültigen Straßen- und Wegegesetzen eines Staates oder Gliedstaates detailliert geregelt.